# Pedro de Soto
Pedro de Soto, född 1493 (eller något senare) i Alcalá de Henares, död den 20 april 1563 i Trient, var en spansk teolog.
Soto, som ursprungligen var dominikan i Salamanca, var Karl V:s biktfader och rådgivare i kampen mot reformationen i Tyskland. Han var 1549-55 professor vid Dillingens universitet i Dillingen an der Donau och 1555-56 vid Oxfords universitet. År 1561 kallades han som påvlig teolog till Trientkonsiliet och utövade där rätt stort inflytande till sin död.